# هوكر سايدلي اندوفر
هوكر سايدلي اندوفر  (بالإنجليزية: Hawker Siddeley Andover)‏ هي طائرة نقل عسكري بمحركين توربينيان والتي تنتجها شركة هوكر سايدلي البريطانية لصالح سلاح الجو الملكي، وهي تطوير لطائرة إتش أس 748. كان أول طيران لها في 9 يوليو 1965. صنع منها 37 طائرة.